# 1627年臺灣
本條目介紹臺灣於1627年所發生的歷史事件，以及該年重要台灣人物的生卒日期。這年是荷蘭東印度公司於臺南開啟荷蘭統治時期的第四年，新西班牙菲律賓都督府於基隆開啟西班牙北台灣統治時期的第二年。

## 政府

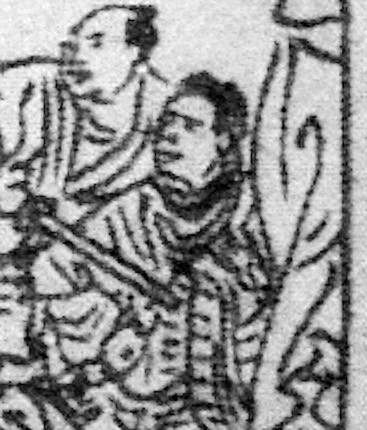
臺灣長官：彼得·納茨
雞籠淡水長官：伐爾得斯

### 成員變動

臺灣長官：傑拉德·弗雷德里克茲·德·韋特

## 事件
- 6月，台灣史上的第一個傳教士荷蘭籍的干治士（Georgius Candidius）──抵達台灣進行傳教工作[1]:36。
- 12月，台灣原住民西拉雅族新港社長老理加等人以「高山國使節團」的名義，在江戶晉見德川幕府三代將軍德川家光和大御所德川秀忠。